# Monte-Carlo Masters 2022
Monte-Carlo Masters 2022 (cunoscut și sub numele de Rolex Monte-Carlo Masters din motive de sponsorizare) este un turneu de tenis pentru jucători profesioniști de sex masculin, care se joacă pe terenuri cu zgură, în aer liber. Va fi cea de-a 115-a ediție a turneului anual Monte Carlo Masters, sponsorizat de Rolex pentru a 13-a oară. Se va desfășura la Monte Carlo Country Club din Roquebrune-Cap-Martin, Franța (deși declarată ca Monte Carlo, Monaco). Evenimentul va face parte din ATP Masters 1000 din turul ATP 2022.

## Campioni

### Simplu
Pentru mai multe informații consultați Monte-Carlo Masters 2022 – Simplu

### Dublu
Pentru mai multe informații consultați Monte-Carlo Masters 2022 – Dublu

## Puncte
Deoarece Monte Carlo Masters este un turneu neobligatoriu Masters 1000, există reguli speciale privind distribuirea punctelor. Monte Carlo Masters contează ca unul dintre turneele de nivel 500 ale unui jucător, în timp ce distribuie puncte pentru Masters 1000.
| Probă           | C    | F   | SF  | QF  | R16 | R32 | R64 | Q   | Q2  | Q1  |
| Simplu masculin | 1000 | 600 | 360 | 180 | 90  | 45  | 10  | 25  | 16  | 0   |
| Dublu masculin  | 1000 | 600 | 360 | 180 | 90  | 0   | N/A | N/A | N/A | N/A |

## Premii în bani
| Probă  | C        | F        | SF       | QF       | R16     | R32     | R64     | Q2     | Q1     |
| Simplu | €836,355 | €456,720 | €249,640 | €136,225 | €72,865 | €39,070 | €21,650 | €9,205 | €5,025 |
| Dublu* | €256,610 | €139,390 | €76,560  | €42,240  | €23,230 | €17,580 | N/A     | N/A    | N/A    |

*per echipă